# El Lunático
El lunático és un grup espanyol sorgit l'any 2000, mescla de pop i rumba amb ritmes mediterranis, el qual neix amb la intenció de portar al públic les seves cançons d'un mode més senzill i directe, atorgant una gran importància, sobretot, al contacte i la identificació amb el públic.

## Història
Guanyadors el 2001 del Festival de Rock Villa d'Almeria, el que els permet l'enregistrament de la seva primera maqueta/CD amb el títol: Volver a Verte (Tornar a veure't). Gràcies a aquesta maqueta comença una sèrie de concerts durant any i mig per Andalusia, Espanya.
El grup segueix creixent i finalment aconsegueixen tocar en sales de la capital espanyola. En una d'aquestes actuacions, criden l'atenció del prestigiós músic Alejo Stivel, ex-Tequila i productor, entre d'altres, de: Joaquín Sabina, La Oreja de Van Gogh, M-Clan, La Cabra Mecánica, etc. Després de rodar el repertori comença a gravar el seu nou CD a ASK, amb la col·laboració de grans músics.
Surt a la venda el seu nou disc amb el títol homònim d'El Lunático, un CD amb tretze temes, incloent un tema per al programa El loco de la colina (El boig del pujol), de Jesús Quintero. Aquest CD, a Espanya, els permet portar la seva música per tot el país. Més de 3000 còpies venudes els porten a una gira d'estiu amb una banda de grans músics: Fernando Polaino, Bago Larrañaga, Javier Català, etc.
Entre tant, segueixen maqueteant i component. Fan un parell de temes per a una pel·lícula i escriuen diversos temes per a alguns grans músics d'Espanya.
En l'actualitat es troben preparant el que serà el seu tercer CD als estudis Gargola Records.

## Membres
- Juanmi Cruz: veu i guitarra
- Antonio García: guitarra acústica i cors
- José Cruz: cors i calaix flamenc

## Discografia
- Volver a verte (Tornar a veure't) (2003)
- El Lunático (El Lunàtic) (2005)
- Se diga como se diga (Es digui com es digui) (2008)